# Jeu de la galoche
Les jeux de la galoche est un jeu normand, cousin des jeux de palets.
La principale différence est justement la présence de la galoche (cylindre en bois résistant dont le format et la taille peuvent varier selon les modalités du jeu) sur laquelle sont positionnés un ou plusieurs lipers (pièce de métal). Il existe une énorme variété des règles pour les jeux de galoche mais les objectifs principaux que l'on retrouve dans toutes les variantes sont les actions de « dégalocher » (faire renverser la galoche avec le palet) et de faire que son palet soit celui qui est le plus proche du liper ou des lipers.

## Histoire
Le jeu de la galoche est à l'origine un jeu forain qui était joué en Normandie. Les traces de ce jeu sont apparues dans le Cotentin et plus généralement dans la Normandie avant de s'exporter dans le reste de la France. Ce jeu très populaire pouvait aussi se jouer avec de l'argent. Très ancien en Sarthe, son origine y est, dit-on, liée à la vie des sabotiers.

## Jeux

### Bouchon du Cotentin
Le jeu de la galoche se joue avec un bouchon (généralement un morceau de bois) sur lequel sont disposés des rondelles le tout centré dans un cercle.
Le lanceur se situant à environ 7 mètres du bouchon doit viser ce dernier à l'aide d'un palet pour faire tomber le bouchon. Les rondelles situés plus proches du palet que du bouchon sont remportés par le lanceur.
Si tous les points ne sont pas remportés du premier coup, les joueurs lancent leurs palets pour essayer de remporter des points supplémentaires. Lorsque tous les points sont remportés, le tout est remis sur le bouchon et un lanceur retire.

### Variantes

#### Pitao
Le pitao, aussi dénommé pibot et tao est peut-être le jeu de galoche le plus ancien joué dans la région de Haute-Bretagne où la galoche est appelé pitao.
Les règles du jeux sont similaires à d'autres jeux de galoche. Le pitao est placé dans un cercle d'environ 40 centimètres de diamètre. Sur le pitao, on pose une pièce sans valeur. Le premier à jouer doit essayer de renverser le pitao et faire tomber la pièce. Ensuite les joueurs doivent essayer de placer leurs palets plus proche de la pièce, si le pitao est plus proche de la pièce que le palet, le point est au pitao.
Cette pratique a été inscrite à l'Inventaire du patrimoine culturel immatériel en France en 2012.

#### Galoche bigoudène
La galoche bigoudène est originaire du Pays Bigouden en Bretagne et son histoire remonte au XIVe siècle selon les archives de la cathédrale de Quimper. La popularité des formes plus proches de l'actuelle s'est répandue au long du XIXe et du XXe siècles.
La galoche bigoudène se joue avec une galoche, un lipar et trois palets en acier numérotés. À son tour, chaque joueur dispose de deux palets. Placé à 8,5 mètres de la galoche il réalise une des deux actions possibles : dégalocher ou piquer. La première consiste à renverser la galoche avec le palet en tant que la deuxième consiste à placer le palet à l'intérieur du cercle de la galoche de manière à qu'il soit le plus proche du lipar et à entraver l'action de l'adversaire. La partie se joue à 15 points.
Cette pratique a été inscrite à l'Inventaire du patrimoine culturel immatériel en France en 2012.
Une version individuelle de ce jeux a été recensée dans les communes du Nord Finistère sous le nom de Galoche du nord Finistère-secteur côtier de Saint Pol de Léon. Elle a aussi été inscrite à l'Inventaire du patrimoine culturel immatériel en France en 2012.

#### Galoche d'Assérac
Le jeu de la galoche d'Assérac est une version locale du jeu de la galoche. Originaire de la commune d'Assérac dans le département de la Loire-Atlantique en Bretagne, il peut être joué dans des zones rurales, dans les chemins creux et sur les routes bitumées. Au départ, chaque joueur possède une quantité de pièces stipulée par le groupe et deux ou trois palets. Le joueurs placent leurs mises sur la galoche que se trouve elle-même à l'intérieur d'un cercle de 25 cm de diamètre. L'objectif du jeu est de lancer le palet à une distance de 8,5 mètres du cercle pour chasser la galoche et faire tomber les pièces à l'intérieur du cercle afin de pouvoir les récupérer. Si la tentative est ratée, le joueur suivant tentera de faire mieux à son tour. Si la galoche renversée reste à l'intérieur du cercle ou si les pièces tombent dehors le cercle, elles sont remises en jeu avec la nouvelle mise. Le joueur gagnant est celui qui arrivera à récupérer toutes les pièces des adversaires.
Une variante de la galoche d'Assérac était le jeu de la bique, mais sa pratique est pratiquement disparue.
La pratique de la galoche d'Assérac est pratiquement disparue du territoire français, sa transmission se fait par le biais des associations qui essayent de revivre les jeux traditionnels et ses variantes en Bretagne. Cette variante du jeu de la galoche a été inscrite à l'Inventaire du patrimoine culturel immatériel en France en 2012.

#### Galoche sur billot
Le jeu de la galoche sur billot est originaire du Petit Trégor (entre Plestin-les-Grèves et Morlaix) et de la Haute-Cornouaille (Berrien, Scrignac). Il peut être joué individuellement ou en groupe. Dans le jeu de la galoche sur billot, les galoches ont la forme d'un petit parallélépipède et sont positionnées au bord ou au milieu d'un ou de deux rondin de bois aussi appelées billot. Le but du jeu est de faire tomber la galoche du billot avec un palet lancé à une distance de 9 mètres. Dans les compétitions individuelles, chaque joueur possède six palet et à chaque fois qu'il fait tomber la galoche du billot, il obtient un point. Les compétitions collectives se font en six parties de cinq lancers par équipe.
Pendant la première moitié du XXe siècle le jeu de la galoche sur billot se pratiquait principalement dans les fermes et derrière les cafés. Les concours sont apparus dans les années 1970 et sont actuellement organisés par des associations dans des espaces appelés vélodromes.
En Trégor et en Pays Gallo on trouve une variante de la galoche sur billot appelée Galoch Bro Dreger ou galoche sans billot. L'objectif principal du jeu est de renverser la galoche avec des palets métalliques en les faisant tomber directement sur la galoche à une distance de 7 pas.
Les jeux de la galoche sur billot et de la galoche sans billot ont été inscrits à l'Inventaire du patrimoine culturel immatériel en 2012.

### Galoche sarthoise
Dans la Sarthe ce jeu se pratique couramment sur les places des villages. Les parties, réglementées et limitées dans le temps, mettent en présence quatre joueurs désignés par la sort. Chacun d'eux, dans un premier temps, lance successivement deux palets métalliques de forme différente, le tirant et l'hirondelle, pour tenter de renverser la galoche, une haute pièce de bois ronde, placée à 16,50 m, et sur laquelle dix jetons sont empilés. Le jeu consiste alors, dans un second temps, à "récupérer" des jetons tombés à terre, en approchant le plus près d'eux le palet lancé. Le vainqueur est celui qui aura remporté le plus de jetons possible.

#### Le jeu du petit palet

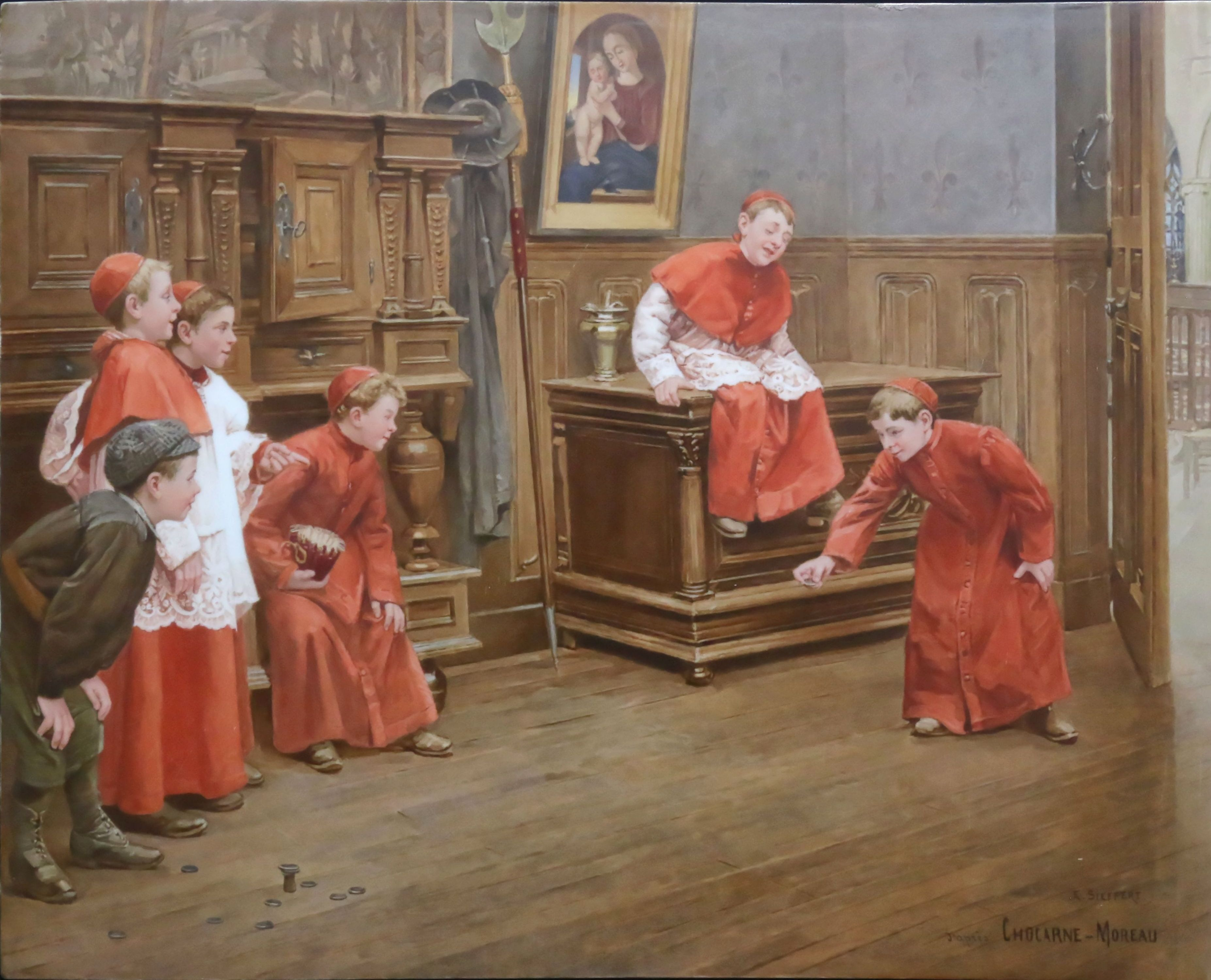
Enfants de chœur jouant au palet, d'après Chocarne-Moreau (ca. 1900-1910)

Le jeu du petit palet est une variante populaire de la galoche sur billot accessible à tous les personnes intéressés et aux enfants créé vers 1920. Les palets en acier sont plus petits et plus légers que ceux de la galoche sur billot, la distance de lancer varie de 2,5 à 3 mètres du billot. À son tour, chaque joueur lance 12 palets. À chaque fois qu'un palet renverse la galoche on compte un point. Les démonstrations et les initiations au jeu du petit palet ont lieu lors de la période de concours de la galoche sur billot.
Cette pratique a été inscrite à l'Inventaire du patrimoine culturel immatériel en France en 2012.